# Каменская, Виктория Александровна
Викто́рия Алекса́ндровна Каме́нская (13 августа 1925 года, Ленинград, СССР — 18 июля 2001 года, Репино, Ленинградская область, РФ) — российская и советская переводчица, литературовед.

## Биография
Дочь профессора Ленинградской консерватории, пианиста Александра Даниловича Каменского (1900—1952) и художницы Валентины Ефимовны Гольдиной (1902—1968), близкой кругу обэриутов. Поскольку отец в 1927 году покинул семью, с трёх лет жила с дедом Е. С. Гольдиным (1875—1938) и бабушкой В. Л. Гольдиной (1877—1942) в Москве, приезжая к матери в Ленинград лишь на каникулах. В 1938 году дед был незаконно арестован и расстрелян, бабушка после кратковременного ареста выслана в Калугу. Каменская по собственному желанию поехала с нею в ссылку. После начала войны работала по комсомольской путёвке на военном заводе. За день до занятия города немецкими войсками вывезла больную бабушку в эвакуацию. Жила в городе Верхней Салде Свердловской области. Закончив в 1943 году школу, поступила в Свердловский медицинский институт, где проучилась до марта 1944 года. Поступила на работу в НИИ Гипроникель в городе Березовске[уточнить], куда приехала эвакуированная из Ленинграда мать. В сентябре 1944 года вернулась в Ленинград, где училась на филфаке университета. На первом курсе вышла замуж за Е. А. Смирнова. В 1945 г. у неё родился сын (А. Е. Смирнов). С 1949 по 1985 года работала преподавательницей русского языка и литературы в школах Ленинграда. Несколько лет руководила педагогической практикой студентов филфака ЛГУ и вела соответствующий семинар в университете. Здесь же сдала кандидатские экзамены, но диссертацию по творчеству Н. Асеева защищать не стала. В 1951 году после развода вышла замуж за студента-слависта О. М. Малевича. В 1957 году у неё родился второй сын (М. О. Малевич). Под влиянием мужа самостоятельно овладела чешским и словацким языками и занялась художественным переводом. Посещала переводческий семинар Е. Г. Эткинда. Многим обязана Э. Л. Линецкой и В. С. Петрову. С 1982 года член Союза писателей СССР.
Автор около 200 переводческих и литературоведческих публикаций. Среди них переводы с чешского прозы и стихов И. Вайля, Э.Петишки, М. Пуймановой, Й. Чапека, поэзии Ф. Бранислава, О. Бржезины, Я. Врхлицкого, В. Завады, Я. Сейферта, Я. Урбанковой, М. Флориана, И. Шотолы, прозы Я. Йона, И. Климы, Я. Моравцовой, Я. Отченашека, К. Полачека, Б. Ржиги, Я. Скацела, К. Чапека, пьес Л. Ашкенази, И. Климы, П. Когоута, В. Шрамковой, книг Ф. Кожика («Дебюро», Л., 1973, и «Фанфары для короля», СПб., 2010, последняя в соавторстве с И. Граковой), Э. Гореловой («Перелетные птицы», М.,1977), Б. Шнайдера («Золотой треугольник», М.,1989), Я. Мукаржовского («Исследования по эстетике и теории искусства», М., 1994, «Структуральная поэтика», М., 1996). В соавторстве с Л. Друскиным, И. Иновым (Ивановым) и О. Малевичем Каменская перевела пьесу Павела Когоута «Хорошая песня», поставленную Н. П. Акимовым на сцене Театра им. Ленсовета, в соавторстве с О. Малевичем пьесы Й. Тополя и Д. Фишеровой, телевизионный сценарий И. Сметановой «Конец великой эпохи» (Лен. Телевидение, 1991), а также несколько научно-популярных книг М. Стингла и 3-й том труда Т. Г. Масарика «Россия и Европа». После советской оккупации Чехословакии в 1968 году Каменская десятилетиями переводила «в стол» запрещённых чешских писателей. Результатом её труда явилась антология чешского рассказа и повести «Черный Петр» (СПб., 2001).
Со словацкого Каменская переводила преимущественно поэзию (П. Горов, Я. Канторова-Баликова, Э. Б. Лукач, Л. Новомеский, А. Плавка, М. Рихтер, Ш. Стражай, Л. Фелдек) и драматургию (И. Буковчан, О. Заградник, пьесы которого в её переводе шли в Ленинграде, Москве, Ярославле и Вологде; Л. Фелдек). В Ленинграде и в Братиславе вышел её перевод «Синей книги сказок» Л. Фелдека. Ряд книг она издала в соавторстве с О. М. Малевичем (М. Руфус. Чтение по ладони. СПб., 1999; П. Карваш. Тайна сфинкса. СПб., 2004)
Каменская переводила также с немецкого (Г. Вайзенборн), шведского (Ю. Вексель), польского (Ц. К. Норвид). Перевод чешской инсценировки романа Ф. Кафки «Процесс», поставленной чешским режиссёром Л. Энгеловой на сцене театра «Эксперимент» в Санкт-Петербурге, сопоставляла с немецким оригиналом.
Её «лебединой песней» был перевод повести чешско-израильского писателя Виктора Фишля (Авигдора Дагана) «Петушиное пение» («Звезда», 2004, № 5, 6), в 2005 году посмертно отмеченный премией этого журнала.
Публиковала статьи о чешских авторах в сборнике «Апассионата под гильотиной» (М., 1985), в журналах «Современная художественная литература за рубежом», «Диапазон», в «Ежегоднике Общества братьев Чапек», выступала на международных конференциях по богемистике и изучению русской, украинской и белорусской эмиграции в Праге и печаталась в их трудах. В соавторстве с О. Малевичем опубликовала фундаментальную работу: «Блок в Чехословакии» (Литературное наследство, том 92, книга пятая, М., 1993).
В письменном столе хранились её собственные неизданные произведения: стихи, проза, пьеса «Бесконечно малая».